# Diaphus adenomus
Diaphus adenomus är en fiskart som beskrevs av Gilbert, 1905. Diaphus adenomus ingår i släktet Diaphus och familjen prickfiskar. Inga underarter finns listade i Catalogue of Life.